# Oostelijke langsnavelleeuwerik
De oostelijke langsnavelleeuwerik (Certhilauda semitorquata) is een zangvogel uit de familie Alaudidae (leeuweriken).

## Verspreiding en leefgebied
Deze soort is endemisch in Zuid-Afrika en telt drie ondersoorten:
- C. s. transvaalensis: oostelijk Zuid-Afrika.
- C. s. semitorquata: centraal Zuid-Afrika.
- C. s. algida: zuidoostelijk Zuid-Afrika.

## Status
De grootte van de populatie is niet gekwantificeerd maar de soort wordt omschreven als vrij algemeen. Op de Rode lijst van de IUCN heeft deze soort de status niet bedreigd.